# Ondřej Lehoczki
Ondřej Lehoczki (* 10. února 1998, Varnsdorf) je český fotbalový obránce, hraje za SFC Opava. 

## Klubová kariéra
Je odchovanec Slovanu Liberec. V juniorských kategoriích prošel týmy TJ Krásná Lípa, Junior Děčín, Slovan Liberec a krátce hostoval i ve Varnsdorfu.

### FC Slovan Liberec
V seniorských kategoriích Slovanu působí od roku 2015. Zde hraje pravidelně pouze v rezervě. Prvoligový debut si připsal dne 9. února 2019, kdy ho trenér Zsolt Hornyák střídal v 69. minutě za Oscara Dorleyho. Zápas skončil porážkou Příbrami 4:0. Aktuální smlouva mu vyprší v létě 2026.

### FK Varnsdorf (hostování)
Mezi lety 2019-2021 hájil barvy Varnsdorfu. Celkově odehrál 47 soutěžních zápasů. 

### FC Sellier & Bellot Vlašim (hostování)
V únoru 2022 odešel na hostování do konce sezony do Vlašimi. Nakonec ale hostoval do konce roku a připsal si jeden gól.

### SFC Opava (hostování)
Dne 3. srpna 2024 přišel na roční hostování do Slezského FC. I zde si získal místo v základní sestavě.

### SFC Opava
Na konci února 2025 bylo roční hostování změněno v přestup, podepsal dvouletou smlouvu.

## Osobní život
Ačkoliv pochází z Varnsdorfu, nikdy nebyl kmenovým hráčem klubu. Vyrůstal v nedaleké Krásné Lípě, kde začal i s fotbalem.